# OVER THE WALLS - United Collaboration -
『OVER THE WALLS - United Collaboration -』（オーバー・ザ・ウォールズ ユナイテッド・コラボレーション）は、音楽バンドredballoonの一枚目のミニアルバムである。

## 解説
- 前作『redballoon BEST』（ベストアルバム）から11ヶ月でのアルバムとなる。
- メジャーデビュー後初のゲストアーティストとのコラヴォレーションミニアルバムとなる。
- コレヴォレーションアーティストは５名。

## 収録曲
全作詞/作曲/編曲:redballoon
1. OVER THE WALLS
  - CBCラジオ 毎週 月～金 21:00～21:30「さゆりんの音楽楽園」の10月期エンディングテーマ
  - 育英センターTVCMソング
2. WONDER
3. SPEAK OUT!!
4. ユメノトモシビ
5. NEW DAY